# 葉子俊
葉子俊（Yip Tsz Chun，1985年5月15日—），生於香港，花名呀煩，業餘興趣攝影，香港足球運動員，司職左中場，現時效力香港甲組聯賽球會元朗及擔任主教練。

## 球員生涯
葉子俊生於香港成長在元朗，家族長居元朗八鄉是元朗區原居民，自少就喜歡足球，時常與朋友到區內街場跟隊，讀書時他是老牌球會南華的青年軍，更使他立志成為職業足球員，惟他在中五時畢業後，因傷病一度放棄職業足球夢，僅以業餘球員身份參與乙組聯賽，及從事機場保安和地盤工作幾年。
直到2007年老牌球會東方獲邀重返甲組聯賽，並由前南華教練米路執掌，而米路因為希望羅致左腳球員，所以他便邀請曾在南華青年軍執教的葉子俊加盟，重新開始其足球路，在東方效力一季後，由於葉子俊上陣機會不多，遂與其餘七名隊友一同轉投甲組新軍淦源，加盟後他上陣機會較多而且取得不少入球，但因淦源實力不濟僅在甲組角逐一季便降回乙組聯賽，到2009年適逢當時天水圍飛馬希望羅致居住在元朗的球員，而作為元朗原居民的葉子俊就獲飛馬青睞加盟。
但他在效力飛馬的半季時間，當中未有獲得上陣機會，其後又由於他在晚上有報讀毅進課程，而無法出席球會晚上的操練，結果他與飛馬解約後轉會大中，到2011年轉會屯門球技備受讚賞，並獲當時教練摩力克賞識得以首度入選香港代表隊，於2012年6月1日主場以1–0擊敗新加坡國家隊的國際友誼賽，首度代表香港隊於國際A級賽亮相，翌年成為球隊打進聯賽三甲的功臣，期間他的入球曾使屯門賽和南華和傑志。
只是好景不常，翌季屯門以國援作主打，戰績不進反退並疑似捲入打假波事件，於是他於2014年1月2日加盟豪門球會太陽飛馬，並在3月22日以4–0擊敗元朗的聯賽取得加盟後的首個入球，惟他又與錦標無緣，到2015年6月4日以元朗原居民身份轉會家鄉球會元朗，亦獲委副隊長重任，並於9月18日對標準流浪的聯賽，在補時階段替元朗追平兼，取得加盟後的首個入球，隨後他在2016年12月11日作客理文流浪的聯賽，後備入替並交出一入球和助攻，協助元朗以2–1反勝對手，到球季結束後，元朗宣佈與葉子俊續約。

## 球會榮譽
東方
- 香港高級組銀牌冠軍（2007–08季度）

飛馬
- 香港甲組聯賽亞軍（2013–14季度）
- 香港高級組銀牌亞軍（2013–14季度）

元朗
- 香港足總盃亞軍（2015–16季度）
- 香港高級組銀牌冠軍（2017–18季度）

## 外部連結
- 香港足球總會網站球員資料 （页面存档备份，存于）